# Leptospermum lanigerum
Leptospermum lanigerum là một loài thực vật có hoa trong Họ Đào kim nương. Loài này được (Aiton) Sm. mô tả khoa học đầu tiên năm 1797.

## Hình ảnh

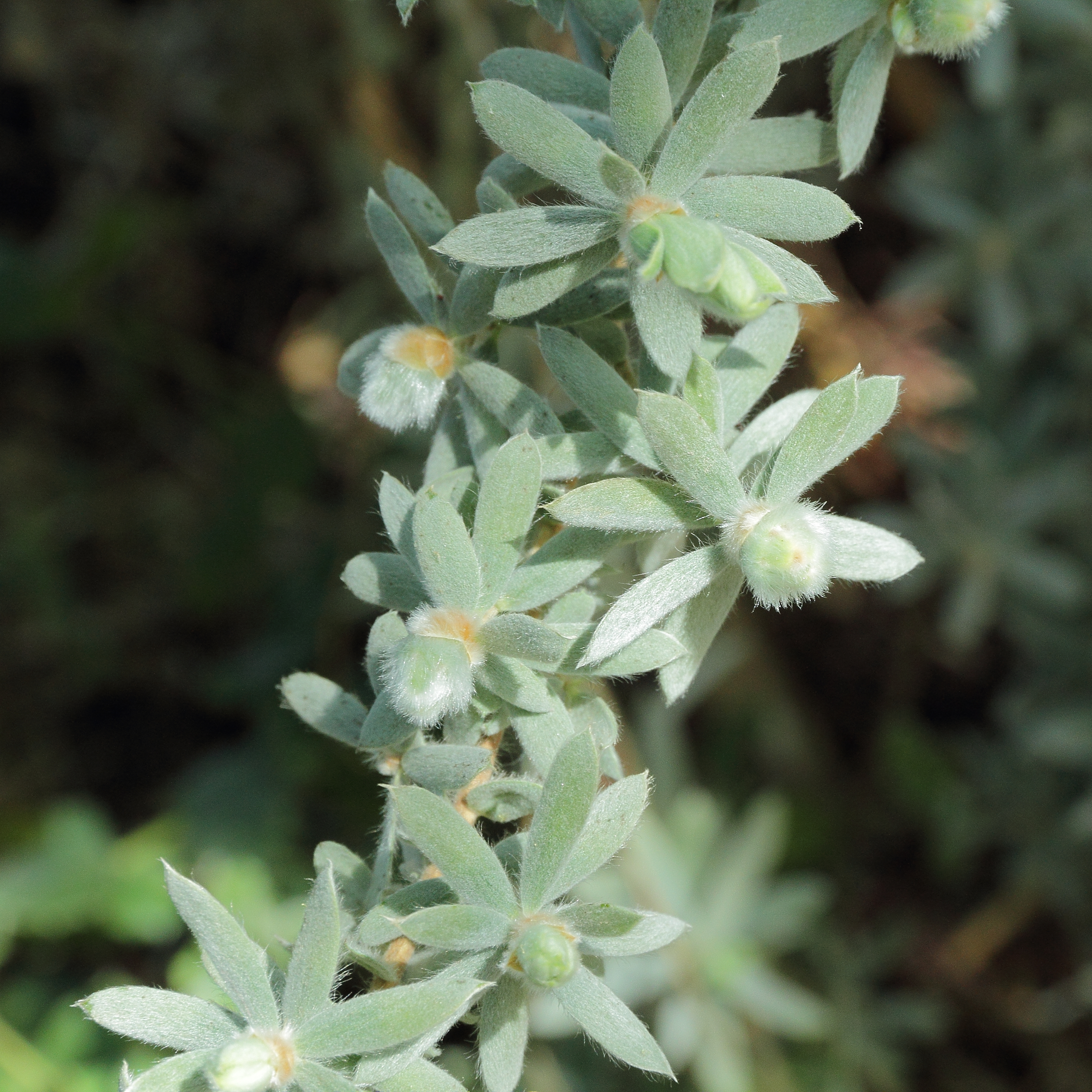